# Taeke Taekema
Taeke Wiebe Doekes Taekema (Leiderdorp, 14 januari 1980) is een voormalig Nederlands hockeyer. Hij speelde 242 officiële interlands (221 doelpunten) voor de Nederlandse hockeyploeg. Hij nam tweemaal deel aan de Olympische Spelen en won hierbij in totaal één medaille.

## Sportloopbaan
Taekema begon als jeugdspeler bij voetbal- en cricketvereniging ASC in Oegstgeest alvorens hij rond zijn 10e naar hockeyclub Leiden verkaste. Daarna speelde hij aanvankelijk jarenlang voor HC Klein Zwitserland. Hij was topscorer van de Nederlandse hoofdklasse in het seizoen 2002/03 (33 doelpunten). Zijn internationale seniorendebuut maakte de verdediger annex middenvelder op 28 januari 2000 in de oefeninterland Egypte–Nederland (1–4). 
In het voorjaar van 2005 maakte hij een omstreden overstap naar Amsterdam. Hij zou hierbij onder andere een baan bij een sportmarketingbureau in Hilversum aangeboden hebben gekregen. Die transfer wekte de woede van HCKZ, dat hem buiten de selectie zette. 
Een hoogtepunt van zijn loopbaan was het Europees kampioenschap van 2007. Met zestien goals werd hij topscorer van het toernooi. In de halve finale tegen België scoorde hij zesmaal. Met Amsterdam werd hij landskampioen in 2011 en 2012. Taekema is een specialist in het nemen van een strafcorner. In het seizoen 2012/2013 scoorde hij zijn 300e treffer in de Nederlandse hoofdklasse. In de zomer van 2013 verliet hij Amsterdam voor Schaerweijde. In verband met zijn maatschappelijke loopbaan –hij was inmiddels als merkmanager werkzaam bij De Telegraaf– stopte hij een jaar later bij die club. Sinds 2017 is hij werkzaam als assistent-trainer bij Schaerweijde.
Sinds 2020 is Taeke Taekema assistent-coach onder Alyson Annan voor het Chinese damesteam.

## Buiten de sport
In 2009 presenteerde Taekema het programma Wannahaves op RTL 7. Hij deed mee aan het zestiende seizoen van Wie is de Mol?, uitgezonden in 2016. Hij was hierin de laatste kandidaat voor de finale die afviel. Hij kreeg een relatie met presentatrice Airen Mylene, die hij tijdens het programma leerde kennen. Op 22 augustus 2023 trouwden ze. Samen heeft het stel twee kinderen.
In het najaar van 2018 was Taekema een van de deelnemers aan het programma Boxing Stars. Hij won de voorronde van Danny Froger maar verloor in de halve finale van Joey Spaan.

## Internationale erelijst
| Jaar | Toernooi               | Plaats                 | Resultaat     |
| ---- | ---------------------- | ---------------------- | ------------- |
| 2000 | Champions Trophy       | Amstelveen, Nederland  | Eerste plaats |
| 2001 | Champions Trophy       | Rotterdam, Nederland   | Derde plaats  |
| 2002 | Wereldkampioenschap    | Kuala Lumpur, Maleisië | Derde plaats  |
|      | Champions Trophy       | Keulen, Duitsland      | Eerste plaats |
| 2003 | Champions Trophy       | Amstelveen, Nederland  | Eerste plaats |
|      | Europees kampioenschap | Barcelona, Spanje      | Vierde plaats |
| 2004 | Olympische Spelen      | Athene, Griekenland    | Tweede plaats |
|      | Champions Trophy       | Lahore, Pakistan       | Tweede plaats |
| 2005 | Europees kampioenschap | Leipzig, Duitsland     | Tweede plaats |
|      | Champions Trophy       | Chennai, India         | Tweede plaats |
| 2006 | Champions Trophy       | Terrassa, Spanje       | Eerste plaats |
| 2007 | Europees kampioenschap | Manchester, Engeland   | Eerste plaats |
|      | Champions Trophy       | Kuala Lumpur, Maleisië | Derde plaats  |
| 2008 | Olympische Spelen      | Peking, China          | Vierde plaats |
| 2010 | Wereldkampioenschap    | New Delhi, India       | Derde plaats  |

Matthijs Brouwer · 
Ronald Brouwer · 
Jeroen Delmee · 
Geert-Jan Derikx · 
Rob Derikx · 
Marten Eikelboom · 
Floris Evers · 
Erik Jazet · 
Karel Klaver · 
Jesse Mahieu · 
Teun de Nooijer · 
Rob Reckers · 
Taeke Taekema · 
Klaas Veering · 
Guus Vogels · 
Sander van der Weide ·
Coach: Terry Walsh
Thomas Boerma · 
Matthijs Brouwer · 
Ronald Brouwer · 
Jeroen Delmee · 
Geert-Jan Derikx · 
Rob Derikx · 
Laurence Docherty · 
Jeroen Hertzberger · 
Robert van der Horst · 
Timme Hoyng · 
Teun de Nooijer · 
Rob Reckers · 
Taeke Taekema · 
Guus Vogels · 
Roderick Weusthof · 
Sander van der Weide ·
Coach: Roelant Oltmans